# Mittelschwäbisches Heimatmuseum

Das Mittelschwäbische Heimatmuseum

Das Mittelschwäbische Heimatmuseum in Krumbach (Schwaben), Landkreis Günzburg, ist eine kulturhistorische Einrichtung zur Dokumentation und Präsentation regionaler Geschichte und Alltagskultur Mittelschwabens. Das 1950 eröffnete Museum wird seit 1995 vom Zweckverband Mittelschwäbisches Heimatmuseum Krumbach getragen. Der Heimatverein Krumbach fungiert als ideeller Partner und bringt große Teile seiner Sammlung in das Museum ein. Die Ausstellungsfläche beträgt 1500 m2.

## Geschichte
Die institutionellen Ursprünge reichen bis ins Jahr 1932 zurück. In diesem Jahr wurde der Heimatverein für den Bezirk Krumbach gegründet, dessen Mitglieder eine systematische Sammlung regionalhistorisch relevanter Objekte begannen. Frühere Überlegungen zur Einrichtung eines Heimatmuseums existierten bereits 1908. Bezirksamtmann Ernst Riedel (1867–1937) regte in diesem Jahr, im Sinne des Heimatschutzgedankens, die Sammlung von Kunst- und Alltagsgegenständen an. Diese Initiative blieb jedoch ohne unmittelbare praktische Folgen.
Im Jahr 1938 gelangten die Stadt Krumbach und das Bezirksamt Schwaben durch Zwangsverkauf in den Besitz des 1810 errichteten Hürbener Wohnhauses der jüdischen Familie Neuburger in der Augsburger Straße 5 (heute Heinrich-Sinz-Straße 5). Es wurde beabsichtigt, das Gebäude dem Heimatverein zur musealen Nutzung zu überlassen. Der Zweite Weltkrieg verzögerte die Umsetzung dieses Vorhabens. In der Zwischenzeit wurde die Sammlungstätigkeit unter anderem durch Franz Hofmeister (1894–1980), der von 1941 bis 1969 als Heimatpfleger tätig war, fortgeführt und erweitert. Auch Christian Wallenreiter (1900–1980), Oberregierungsrat am Bezirksamt Krumbach, setzte sich für das Museumsprojekt ein.
Das Museum wurde schließlich im September 1950 auf Grundlage eines Konzepts von Landeskonservator Joseph Maria Ritz (1892–1960) eröffnet. Die Sammlung wurde in der Folgezeit erweitert, wobei die ursprüngliche Konzeption zunehmend modifiziert wurde. Darüber hinaus traten bauliche und sicherheitstechnische Mängel auf, die eine umfassende Neustrukturierung erforderlich machten.
Im Jahr 1995 wurde der jeweils zur Hälfte von der Stadt Krumbach und dem Landkreis Günzburg finanzierte Zweckverband Mittelschwäbisches Heimatmuseum gegründet. Im selben Jahr erfolgte der Erwerb eines Nachbargebäudes – der ehemaligen Gaststätte „Krone“ –, das ab 1996 baulich in das Museumskonzept integriert wurde. Der erste Bauabschnitt wurde im September 2000 abgeschlossen. Die museale Neukonzeption wurde von Wolfgang Ott entwickelt und in Kooperation mit dem Architekten Konrad Kling (Krumbach), dem Innenarchitekturbüro Margarete Kolb (Augsburg) sowie der Werkstatt für Gestaltung Köhler/Brandner umgesetzt. Neben einer neuen Dauerausstellung auf zwei Etagen entstanden auch Funktionsräume, darunter ein neuer Eingangsbereich, Verwaltungsräume und Depots.
Im Anschluss begann die denkmalgerechte Sanierung des ursprünglichen Museumsgebäudes. Dabei wurden ausgewählte Bereiche im Zustand vor der Schließung erhalten, andere durch zeitgenössisch gestaltete Museumsräume ergänzt. Die Sanierungsarbeiten wurden 2003 abgeschlossen. Seitdem besteht das Mittelschwäbische Heimatmuseum aus vier Gebäudeeinheiten. Hinzu kommt ein Freigelände mit einem historischen Bahnstellwerk sowie einer verglasten Remise zur Präsentation größerer technischer Objekte.
Inhaltlich dokumentiert das Museum Aspekte der regionalen Alltags-, Kultur- und Sozialgeschichte. Dauerhafte Ausstellungen widmen sich unter anderem der schwäbischen Krippenkultur sowie der Geschichte der Flucht und Vertreibung aus den ehemaligen deutschen Ostgebieten nach 1945 und deren Auswirkungen auf die mittelschwäbische Region. Ein museal rekonstruierter Sukka-Raum im historischen Dachgeschoss verweist auf die jüdische Geschichte des Hauses und integriert diese Perspektive in die museale Gesamtkonzeption.
Die Hans-Frei-Kulturstiftung zeichnete das Mittelschwäbische Heimatmuseum im April 2011 mit dem Schwäbischen Museumspreis aus.